# 11-ケトテストステロン
11-ケトテストステロン(11-Ketotestosterone)は、11位にケト基を持つテストステロンの酸化型である。人体に痕跡量含まれるアンドロゲンであるアドレノステロンと関連する。魚類では、11-ケトテストステロンは、内在性のアンドロゲン様性ホルモンとして機能する。さらにイサリビガマアンコウ属の魚では、11-ケトテストステロンは、雌またはII型の雄には存在しない。II型の雄は、性的成熟が遅く、縄張り争いが少なく、I型の雄よりもテストステロンの量が多い。